# Novembre 1846

## Événements
- 1er novembre : séjour de Tocqueville à Alger du 1er au 19. Avec ses collègues députés et le maréchal Bugeaud, il gagne ensuite Blida, Médéa, Miliana puis Orléansville. Là, il quitte le maréchal pour se rendre à Ténès, s'embarquer pour Oran, puis retourner à Alger.

- 7 novembre, France : mariage du « comte de Chambord » avec Marie-Thérèse de Modène.

- 9 novembre : l’encyclique Qui Plurimus condamne le libéralisme.

- 11 novembre, France : La Quotidienne commence par une étude sur Abel-François Villemain une série d'articles de Gobineau sur « Quelques critiques contemporains » (22 novembre: « Gustave Planche », 11 décembre: «M. Sainte-Beuve », 12 décembre: «M. Jules Janin », 25 décembre : « M. Saint-Marc Girardin », 1847, 16 janvier « M. Charles Magnin »).

- 15 novembre :
  - Les fresques de Delacroix pour la bibliothèque du Luxembourg sont terminées.
  - Au Théâtre-Français, reprise d'Hernani.

- 16 novembre : l'Autriche annexe la Ville libre de Cracovie.

- 17 novembre : Pagan Min succède à son père Tharrawaddy Min comme roi de Birmanie.

- 23 novembre : le bey de Tunis est à Paris.

## Naissances
- 8 novembre : William Robertson Smith (mort en 1894), anthropologue britannique.
- 16 novembre : Edmé-Casimir de Croizier, explorateur français  († 21 juin 1921).
- 19 novembre : Émile Wauters, peintre belge († 11 décembre 1933).

## Décès
- 11 novembre : Jean-Charles-Nicolas Brachard, sculpteur français (° 1766).
- 17 novembre : Tharrawaddy Min, roi de Birmanie (depuis 1837).